# 宇都宮城釣天井事件
宇都宮城釣天井事件（うつのみやじょうつりてんじょうじけん）は、江戸時代の元和8年（1622年）、下野国宇都宮藩主で江戸幕府年寄の本多正純が、宇都宮城に吊り天井を仕掛けて第2代将軍徳川秀忠の暗殺を謀ったなどの嫌疑をかけられ、本多家は改易、正純は流罪となった事件である。ただし、実際には宇都宮城に釣天井の仕掛けは存在せず、改易は別の原因によるものとされる。

## 背景
正純の父・本多正信は将軍秀忠付の年寄、正純は駿府の大御所徳川家康の側近であり、家康も正信のことを「自分の友」とまで言っていたほど信頼は厚く、その地位は揺るがなかった。
元和2年（1616年）、家康と正信が相次いで没すると、正純は2万石を加増されて下野小山藩5万3000石となり、秀忠付の年寄（後の老中）にまで列せられた。しかし、正純は先代からの宿老であることをたのみに権勢を誇り、やがて秀忠や秀忠側近から怨まれるようになる。元和5年（1619年）10月、福島正則の改易後、正純は亡き家康の遺命であるとして、奥平忠昌を下野宇都宮藩10万石から下総古河藩11万石へ移封させ、自身を小山5万3000石から宇都宮15万5000石への加増とした。これにより、正純は加納御前ら奥平家や大久保家と縁の深い人物からも反感を買うことになる。加納御前は正純が宇都宮に栄転したのに伴って格下の下総古河への転封を命じられた忠昌の祖母であり、しかも加納御前の娘は、改易させられた大久保忠隣の嫡子大久保忠常の正室であった。

## 経過
元和8年（1622年）、秀忠が家康の七回忌に日光東照宮を参拝した後に宇都宮城に1泊する予定であったため、正純は城の普請や御成り御殿の造営を行わせた。4月16日に秀忠が日光へ赴くと、秀忠の姉で奥平忠昌の祖母・加納御前から「宇都宮城の普請に不備がある」という密訴があった。内容の真偽を確かめるのは後日とし、4月19日、秀忠は「御台所が病気である」との知らせが来たと称し、予定を変更して宇都宮城を通過して壬生城に宿泊し、21日に江戸城へ帰還した。
8月、出羽山形藩最上義俊の改易に際して、正純は上使として山形城受取りのため同所に赴いた。その最中に秀忠は、鉄砲の秘密製造や宇都宮城の本丸石垣の無断修理、さらには宇都宮城の寝所に釣天井を仕掛けて秀忠を圧死させようと画策したなど、11か条の罪状嫌疑を正純へ突きつけた。伊丹康勝と高木正次が使いとして正純の下に赴き、その11か条について問うと、正純は一つ一つ明快に回答した。しかし、康勝が追加で行なった3か条については回答することができなかったため、所領は召し上げ、ただし先代よりの忠勤に免じ、改めて出羽由利郡に5万5000石を与えると命じた。
謀反に身に覚えがない正純がその5万5000石を固辞したところ、逆に秀忠は怒り、本多家は改易となり、正純の身柄は久保田藩主佐竹義宣に預けられ、出羽横手への流罪とされた。後に正純は1000石の捨て扶持を与えられ、寛永13年（1637年）3月、正純は73歳で秋田横手城の一角で寂しく生涯を終えたという。

## 波紋
正純謀反の証拠は何もなく、秀忠も宇都宮城に不審点がないことを、元和8年（1622年）4月19日に井上正就に行なわせた調査で確認している。この顛末は、正純の存在を疎ましく思っていた土井利勝らの謀略であったとも、加納御前の恨みによるものともされる。
また、秀忠自身も父家康の代から幕閣の中で影響力を大きく持ち、自らの意に沿わない正純を疎ましく思っていたという説もある。秀忠は正純の処分について、諸大名に個別に説明をするという異例の対応を取った（通常このような場合、諸大名を江戸城に集めて申し渡していた）。説明を聞かされた当時の小倉藩藩主細川忠利は「日比（ひごろ）ご奉公あしく」という理由であったと父の細川忠興に書き送っている。
この事件は広く知れ渡り、イギリス商館のリチャード・コックスやオランダ商館のレオナルド・キャンプスは、「本多正純らによる陰謀」として本事件を書簡で本国へ伝えた。また講談や歌舞伎の格好の題材となったが、それらの内容は、翌1623年の越前藩主松平忠直の謀反嫌疑の事件の影響を受けていると指摘されている。近現代においても、映画やテレビドラマで繰り返し題材として扱われてきた。

## 民話「つり天井」
宇都宮市では、吊り天井の仕掛け作りに関わった若き大工と庄屋の娘の恋物語を付け加えた「つり天井」という民話が語り継がれている。この民話は、徳川秀忠が宇都宮城に泊まる予定を急きょ変えたことと、その直後に本多正純が改易になった史実を基に創作されたと考えられる。この民話に登場する「殿様」は史実通り、本多正純として語られるが、「将軍様」は徳川秀忠ではなく、徳川家光として語られることが多い。
語り・その1
| 「 | 昔々、江戸時代は初期の頃、宇都宮の近在の村に、与四郎という気立てが良く、腕のいい大工がいた。庄屋に気に入られた与四郎は、その娘・お早との結婚が決まった。ある日のこと、与四郎は庄屋から「日光東照宮に参る将軍様がお泊まりになる部屋を造るのにお前が選ばれた」と知らされ、宇都宮城に上った。城には下野国中から選ばれた30人ほどの大工が集められ、連日連夜豪華な食事が振る舞われた。しかし城外に出ることは固く禁じられ、与四郎はお早に会いたくて仕方がなかった。 将軍様の部屋は1か月もせぬうちに完成したが、集まった大工の中から特に腕のいい10人が選抜され、将軍様の湯殿を造ることになった。与四郎はそのうちの1人に選ばれたが、お早に会えないことがとても辛かった。ある時、与四郎は大工仲間の留吉から、お殿様は湯殿の上に吊り天井を仕掛け、将軍様を亡き者にしようとしているという話を聞かされる。これを聞いた与四郎は夜中に城を抜け出し、お早のいる庄屋の家へ駆け込んだ。再会を喜び合う与四郎とお早は夜が明けるまで話し続け、朝を告げる鳥の声を聞くと、お早に吊り天井の図面を託し、城へ駆け戻った。 城に戻ると与四郎はその場で首をはねられてしまい、湯殿の完成を待って、残った大工も1人残らず命を奪われた。その噂は城下を駆け巡り、お早の耳にも届いた。お早は悲嘆に暮れ、先立つ不孝をつづった手紙と吊り天井の図面を残して井戸に身投げした。変わり果てた娘の姿を見た庄屋は泣き明かし、娘の残した手紙と図面を握り締め、いちもくさんに駆け出した。吊り天井のことを将軍様に伝えるためである。雀宮宿で将軍様ご一行に出会った庄屋は書状を差し出し、急を告げた。 吊り天井のことを知った将軍様ご一行は江戸へ引き返し、後ほど宇都宮城を取り調べた。すると、吊り天井と大工の遺体が見つかり、殿様は城を取り上げられて、秋田の由利に押し込められたのだと。 | 」 |

語り・その2
| 「 | 本多正純は、徳川家光の弟である徳川忠長（駿河大納言）の幼少期のお守り役を務め、3代将軍に忠長を立てたいと願ったが、将軍職には家光が就いたので残念に思っていた。そのような折に、家光が徳川家康の7回忌法要のため日光社参に訪れ、帰路に宇都宮で1泊することが決まった。正純は家臣の河村靭負（かわむらゆきえ）と謀り、吊り天井を仕掛けるべく大工を集めた。秘密が漏れぬよう、大工が城外へ出ることを許さなかった。 この大工の中に与五郎という若い大工がおり、庄屋・植木藤右衛門の娘・お稲と恋仲にあった。ある夜のこと、与五郎はあまりの恋しさに城を抜け出し、お稲の元へ向かった。しかし再会は果たせず、吊り天井の完成を待って、1人残らず大工たちは命を奪われた。 お稲は与五郎の亡霊から事の顛末を知らされ、悲嘆に暮れ、与五郎の霊から聞いた話を手紙に書き残して命を絶った。娘の遺書を見つけた庄屋は、その手紙と吊り天井の図面を握り締め、いちもくさんに駆け出した。吊り天井のことを家光に伝えるためである。日光から宇都宮へ向かっていた将軍様ご一行に出会った庄屋は伊井掃部頭（いいかもんのかみ）に急を告げた。 吊り天井のことを知った将軍様ご一行は宇都宮に泊まらずに江戸へ帰り、家光は命拾いした。その後、正純は捕らえられ、処刑されたのだと。 | 」 |